# Carl-Julius Cronenberg
Pour les articles homonymes, voir Cronenberg.
Carl-Julius Cronenberg (né le 30 juillet 1962 à Arnsberg) est un entrepreneur et homme politique allemand, membre du Parti libéral démocrate.
Cronenberg est le fils de l'entrepreneur et homme politique Dieter-Julius Cronenberg. Il a étudié l'économie à Lausanne. Depuis 1991, il est directeur associé de la société Julius Cronenberg Sophienhammer (JCS) basée à Arnsberg-Müschede, en Rhénanie-du-Nord-Westphalie. Cronenberg est marié et père de trois enfants.

## Vie politique
Cronenberg est membre du conseil municipal de la ville d'Arnsberg depuis 1999.
Pour les élections générales de 2017, il gagne la circonscription de Hochsauerlandkreis sous la bannière du FDP de Rhénanie-du-Nord-Westphalie et rejoint ainsi le 19e Bundestag. Il est membre de la commission de l'emploi et des affaires sociales et, en tant que suppléant, de la commission des affaires de l'Union européenne.
Cronenberg est également membre de la Commission interpartis Allemagne-Union européenne, engagée pour une Europe fédérale et dans le processus d'unification européenne.
Selon sa déclaration d'activités hors mandat, Carl-Julius Cronenberg avait, en juillet 2019, un revenu supplémentaire d'au moins 1 106 500 euros et faisait donc partie des députés allemands au revenu le plus élevé.